# Marina Shmonina
Marina Konstantinovna Shmonina  (née le 6 février 1965 à Tachkent) est une athlète soviétique devenu ouzbèke spécialiste du 400 mètres.

## Carrière

### Palmarès
| Date | Compétition                    | Lieu      | Résultat | Épreuve    | Performance   |
| ---- | ------------------------------ | --------- | -------- | ---------- | ------------- |
| 1989 | Championnats du monde en salle | Budapest  | 5e       | 400 mètres | 52 s 44       |
| 1989 | Championnats d'Europe en salle | La Haye   | 2e       | 400 mètres | 52 s 36       |
| 1989 | Coupe du monde des nations     | Barcelone | 3e       | 4 × 400 m  | 3 min 26 s 15 |
| 1990 | Championnats d'Europe en salle | Glasgow   | 1re      | 400 mètres | 51 s 22       |
| 1990 | Championnats d'Europe          | Split     | 7e       | 400 mètres | 51 s 67       |
| 1990 | Goodwill Games                 | Seattle   | 7e       | 400 mètres | 52 s 40       |
| 1990 | Goodwill Games                 | Seattle   | 1re      | 4 × 400 m  | 3 min 23 s 70 |
| 1991 | Championnats du monde en salle | Séville   | 2e       | 4 × 400 m  | 3 min 27 s 95 |
| 1992 | Jeux olympiques d'été          | Barcelone | 1re      | 4 × 400 m  | 3 min 20 s 20 |

### Records
| Épreuve    | Performance | Lieu | Date           |
| ---------- | ----------- | ---- | -------------- |
| 400 mètres | 50 s 52     | Kiev | 6 juillet 1990 |